# Albert-Schweitzer-Anlage
Die Albert-Schweitzer-Anlage ist eine kleine Parkanlage in Darmstadt.
Die 700 Meter lange und 40 Meter breite Parkanlage entstand in der zweiten Hälfte des 19. Jahrhunderts und wurde 1968 nach Albert Schweitzer benannt. Sie trennte die ursprüngliche Trasse der Bahnstrecke Frankfurt am Main–Heidelberg vom Exerzierplatz. Die alte Eisenbahnstrecke wurde 1912 aufgegeben.
Im Nordteil des Parks befindet sich das Wilhelm-Haas-Denkmal.
Im Juli 2021 wurde bekannt, dass die Stadt Darmstadt im nordöstlichen Teil der Anlage eine Ganztagsschule bauen möchte.

## Pavillon
Im Jahre 1877 stiftete der Privatier Valentin Noack einen kleinen Pavillon (Ludwigstempel, später Ernst-Ludwig-Pavillon) für die Parkanlage. Der kleine Pavillon wurde 1995 mutwillig zerstört und im Oktober 2023 am ursprünglichen Standort wieder aufgebaut.

## Bildergalerie

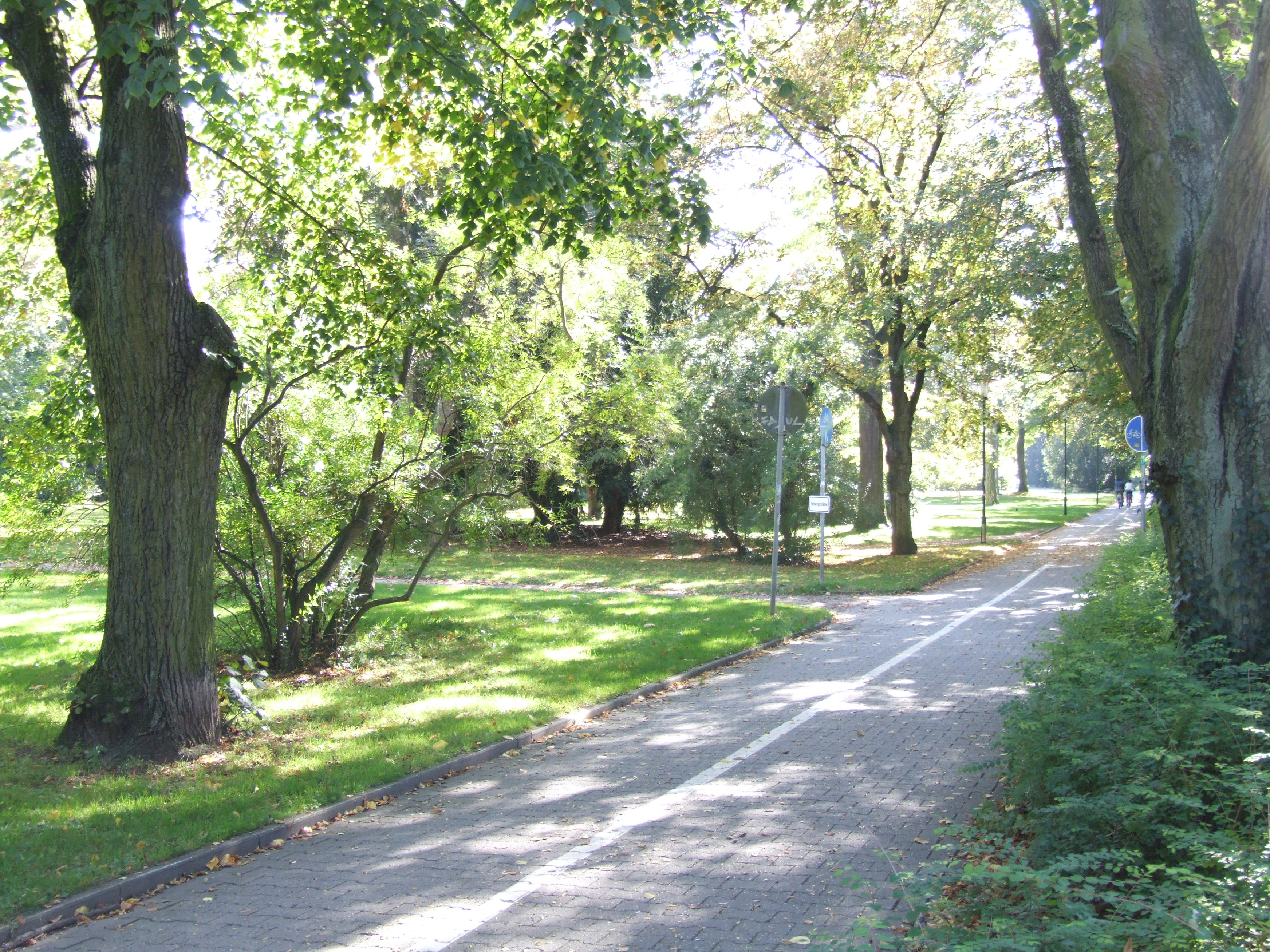
Albert-Schweitzer-Anlage (2010)
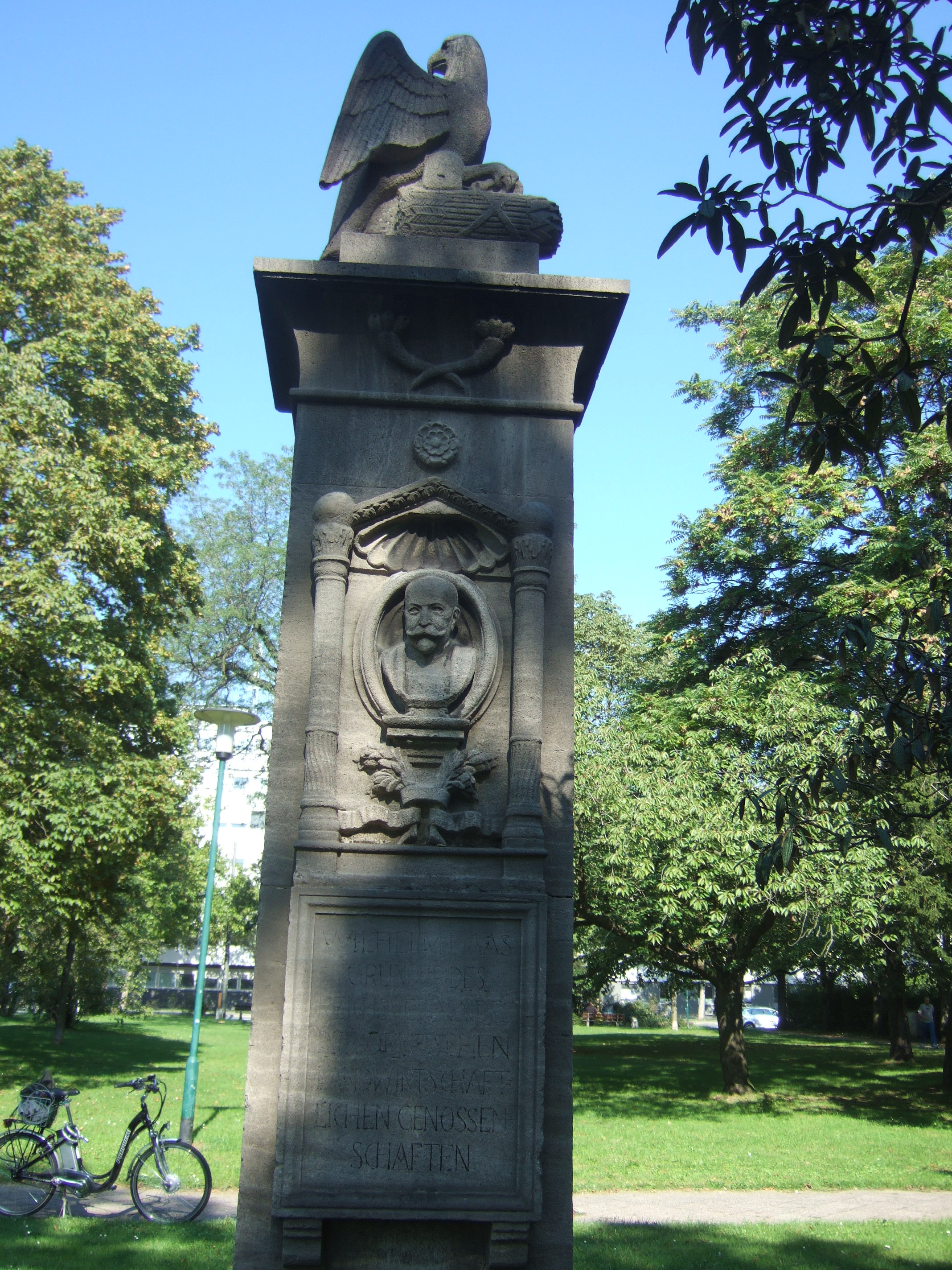
Wilhelm-Haas-Denkmal in Darmstadt (2011)
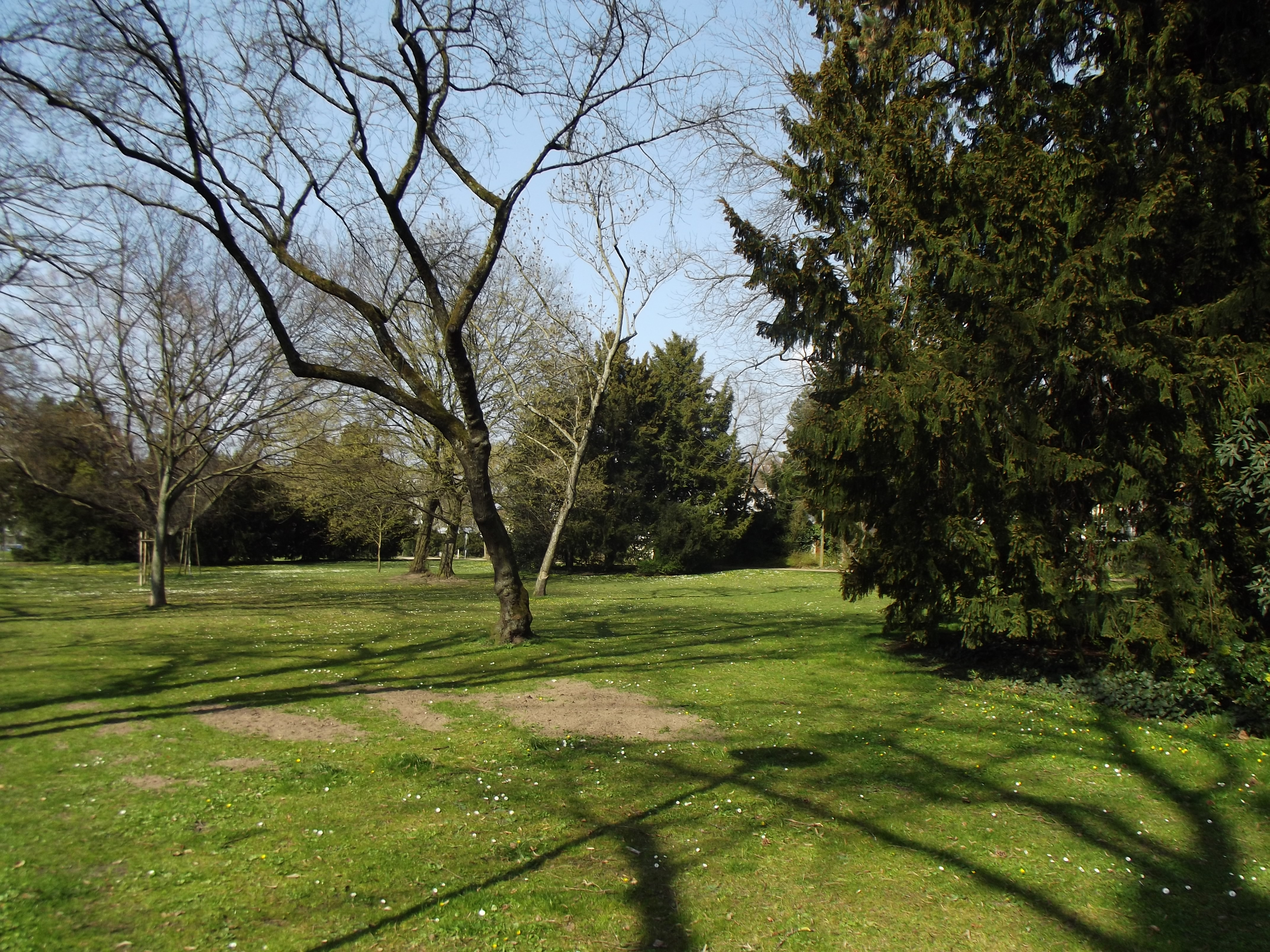
Albert-Schweitzer-Anlage im Frühjahr 2015
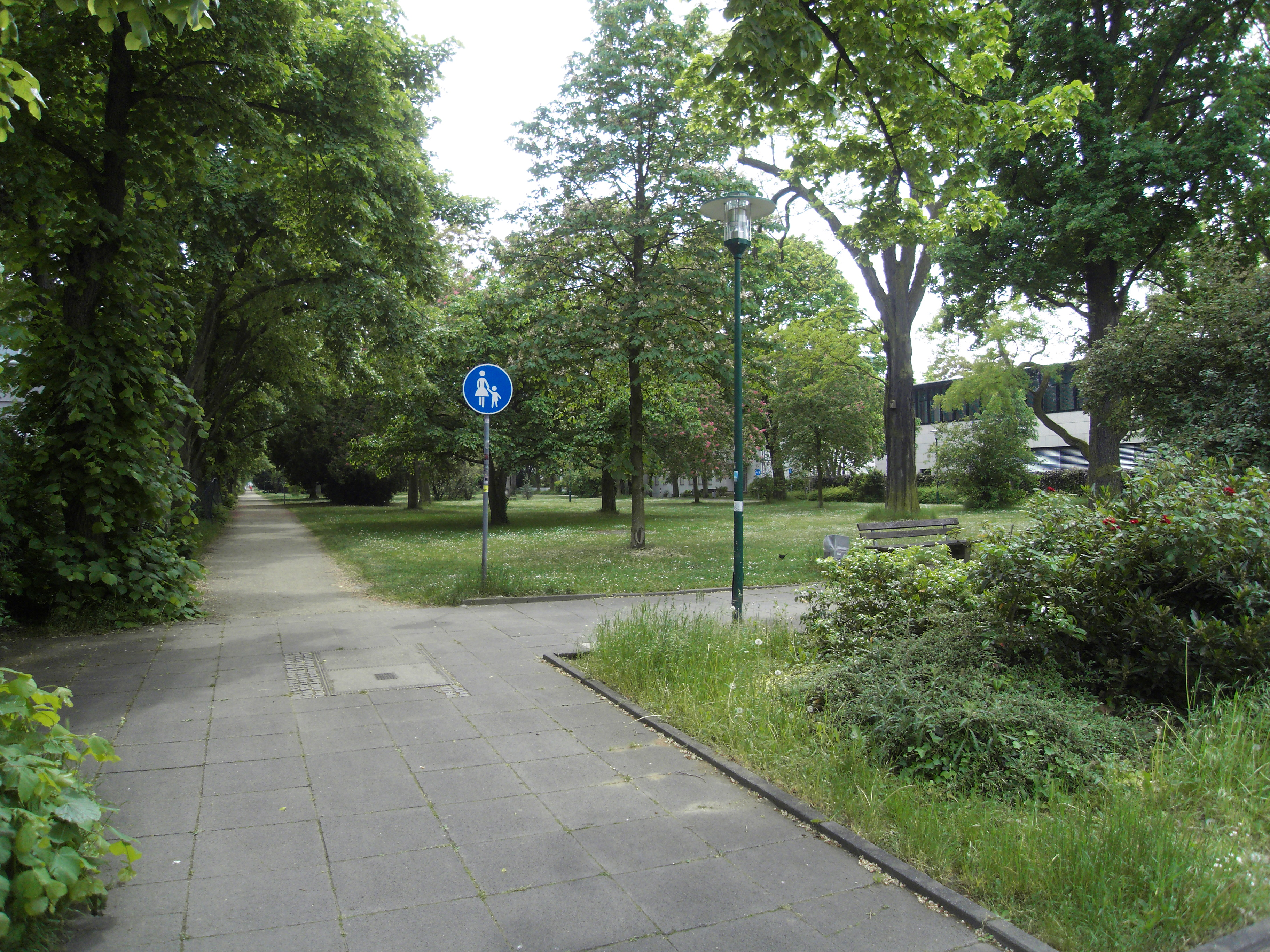
Albert-Schweitzer-Anlage Mai 2015, Blick von der Rheinstraße